# Гетероморфізм
Гетероморфізм (англ. heteromorphism, нім. Heteromorphismus m, Heteromorphie f) — ізоморфні співвідношення між мінералами, коли між ними зовсім немає подібності структур, або існує далека хімічна подібність.